# Graviranje
Graviranje je tehnički postupak urezivanja ili jetkanja dizajna (linija, ukrasa, znakova, likova) u tvrdu, obično ravnu površinu pravljenjem brazda u njoj. Rezultat graviranja može biti sam dekorirani predmet ako se gravira srebro, zlato, čelik ili staklo, ili može omogućiti izradu dubokotiskarskih (tal. intaglio) ploča od bakra ili drugog metala za tiskanje slika na papiru kao tisaka ili ilustracija. Otisak urezanih slika naziva se gravura ili gravira.
Graviranje je kroz povijest bilo važna metoda stvaranja slika na papiru, kako u umjetničkom tiskarstvu tako i za komercijalne reprodukcije i ilustracije u knjigama i časopisima. Dugo je vremena bilo zamijenjeno fotografijom u komercijalnim primjenama te je, djelomice zbog težine učenja tehnike, mnogo manje uobičajeno u tiskarstvu gdje je većinom zamijenjeno jetkanjem i drugim tehnikama.
Tradicionalno graviranje rezbarskim dlijetom (dubačem) ili uporabom strojeva nastavili su koristiti zlatari, staklarski graveri, oružari i drugi, dok modernije industrijske tehnike poput fotograviranja i laserskog graviranja imaju mnoge važne primjene.

## Termini
Ostali termini koji se često koriste za tiskane gravure jesu bakrorez, bakreno graviranje ili linijsko graviranje. Graviranje čelika je jednaka tehnika na čeličnim ili počeličenim pločama, a uglavnom se koristilo za izradu novčanica, ilustracija u knjigama, časopisima i reproduktivnim tiscima, zaglavljima pisama i drugome u razdoblju od 1790. do ranog 20. stoljeća kada je tehnika graviranja počela gubiti popularnost osim u izradi novčanica i drugih oblika sigurnog tiska. U prošlosti se "graviranje" koristilo vrlo slobodno za označavanje nekoliko tiskarskih tehnika pa su mnoge tzv. gravure zapravo bile izrađene potpuno drugačijim tehnikama kao što je jetkanje ili mezzotinta.

## Proces
Graveri koriste alat od ojačanog čelika nazvanog burin za urezivanje dizajna u površinu koja je tradicionalno najčešće bakrena ploča. Dlijeta (dubači) dolaze u mnogo oblika i veličina od kojih svaki daje različite tipove linija. Burin proizvodi jedinstvenu i prepoznatljivu kvalitetu linije koja je karakterizirana svojom postojanošću, odmjerenim izgledom i čistim rubovima. Kutni tintni alat ima blago zakrivljen vrh koji se obično koristi u tisku. Firentinska dlijeta predstavljaju alat ravnog dna s mnogostrukim urezanim linijama koji se koristi za proces ispune na većim površinama. Ravna dlijeta se koriste za obavljanje ispune na slovima kao i kod najvećeg dijela graviranja muzičkih instrumenata. Okrugla dlijeta obično se koriste na srebru za stvaranje jasnih rezova (što se naziva graviranje jasnim rezom) kao i na drugim metalima teškima za urezivanje poput nikla i čelika. Burini su četvrtastog oblika ili u obliku izduženog dijamanta te se koriste za urezivanje ravnih linija. Ostali alat poput mezzotintnih dlijeta, ruleta i laštila koristi se za teksturne efekte.
U početku je postojalo samo ručno graviranje. U tom se procesu burin drži rukom tako da se drška obuhvati dlanom ruke. Točka novog alata je otkrhnuta na duljinu malo veću od graverovih prstiju, te se zatim vraća ponovo na početni položaj. Stvarno graviranje se sastoji od kombinacije tiska i manipulacije djelom. Ovaj se proces danas još uvijek izvodi, a moderna tehnologija omogućila je razne mehanički asistirane sustave graviranja. U biti oni su sačinjeni od držaka koji nalikuju burinima, no unutar njih su pneumatski pistoni koji dube točku poput pneumatske bušilice no brzinom do 15.000 udaraca u minuti, uvelike reducirajući napor potreban kod tradicionalnog ručnog graviranja.
Štoviše, postoje strojevi za graviranje koji se obično koriste za tisak slova uporabom pantografskog sustava. Postoje inačice za unutrašnjost prstenova kao i za vanjštinu većih dijelova. Takvi strojevi se obično koriste za inskripciju na prstenju, medaljonima i ukrasnim predmetima.

### Ručno graviranje
Svaki graver je poseban i koristi se za određenu svrhu. Primjerice, postoje kružni graveri koji rade kružne rezove, te kutni graveri koji rade pravokutne rezove. Ovi graveri imaju vrlo male rezne točke, te su neke rezne linije toliko male da su široke 1 mm. Linije široke 3 mm predstavljaju ogroman rez za ručnog gravera, a prosječna veličina reza odgovarala bi nešto većemu od periode u normalnom tipnom tekstu.
Ručno graviranje se koristi za personalizaciju ili ukrašavanje dragulja, oružja, trofeja, noževa i ostalih stvari napravljenih od finih metala. Boje korištene u masovnoj proizvodnji kalupnih dijelova ponekad se ručno graviraju radi dodavanja specijalnih istaknuća ili određene informacije kao što su brojevi dijelova.

## Povijest i uporaba
Za proces tiska vidi intaglio (tisak). Za zapadnu povijest umjetnosti graviranog tiska vidi tisak starih majstora i graviranje linija
Jedino graviranje metala koje se moglo izvoditi u antici vidljivo je u plitkim žljebovima pronađenima na nekim draguljima nakon početka 1. tisućljeća pr. Kr. Glavnina takozvanih graviranih dizajna na antičkim zlatnim prstenovima ili drugim predmetima izrađivala se udubljivanjem ili ponekad kombinacijom tehnike cera perduta i udubljivanja.
Uporaba graviranja za urezivanje dekorativnih scena ili figura na stakleno posuđe pojavilo se tek u ranom prvom stoljeću poslije Krista, a nastavilo se sve do četvrtog stoljeća nove ere u gradskim centrima poput Kölna i Rima, te je iščezlo negdje u petom stoljeću. Dekoracija se u početku temeljila na grčkoj mitologiji, prije nego što su scene lova i cirkusa postale popularne, kao i na slikama iscrtanima iz Starog i Novog zavjeta. Čini se da se koristilo za oponašanje izgleda posuđa od plemenitih metala iz istog razdoblja uključujući primjenu zlatnih listića, a vjerojatno je urezivano golom rukom ili pomoću štapića. Do sad je identificirano dvadeset odvojenih stilističkih radionica i čini se vjerojatnim da su zanimanja gravera i proizvođača posuđa bila odvojena jedan od drugoga.
U srednjem vijeku u Europi su zlatari koristili graviranje za dekoriranje i inskripciju metalnih radova. Misli se kako su započeli tiskati impresije svojih dizajna radi njihova zapisivanja. Iz toga je proizašlo graviranje bakranih tiskarskih ploča za stvaranje umjetničkih slika na papiru koje su bile poznate kao tisak starih majstora u Njemačkoj tijekom 1430-ih. Ubrzo se proširilo u Italiju. Mnogi rani graveri imali su zlatarsku pozadinu. Prvi i najveći period graviranja trajao je od 1470. do 1530. s majstorima poput Martina Schongauera, Albrechta Dürera i Lucasa van Leidena.
Nakon toga graviranje je počelo gubiti utrku s jetkanjem, mnogo lakšom tehnikom u umjetničkoj izobrazbi. Međutim mnogi tisci kombinirali su obje tehnike: iako se svi Rembrandtovi tisci općenito nazivaju bakrorezima radi prikladnosti, mnogi od njih izrađeni su dijelom primjenom burina ili suhe igle, dok ostali imaju nešto treće. Do devetnaestog stoljeća većina se graviranja koristila za komercijalne ilustracije.
Prije otkrića fotografije, graviranje se koristilo za reprodukciju ostalih umjetničkih oblika, primjerice slika. Gravure su nastavile biti uobičajene u izradi novina i mnogih knjiga u ranom 20. stoljeću pošto su bile jefitinije za korištenje u tisku od fotografskih slika. Graviranje se također oduvijek koristilo kao metoda originalne artističke ekspresije. 

## Moderni proces
Budući da visoku razinu mikroskopskih detalja može postići tek majstorski graver, krivotvorenje graviranih dizajna je gotovo nemoguće pa se moderne novčanice gotovo uvijek graviraju kao i ploče za tiskanje novca, čekova, obveznica i ostalih papira osjetljive sigurnosti. Graviranje je toliko precizno da normalni tiskar ne može ponovo stvoriti detalj na raučno graviranim slikama niti ih ne može skenirati. U Uredu za graviranje i tiskanje SAD-a na istoj ploči radi više od jednog ručnog gravera što čini gotovo nemogućim da jedna osoba duplicira čitavu gravuru za pojedinačnu novčanicu ili dokument.
Mnoge su se klasične poštanske marke gravirale no ova je praksa sada gotovo prepuštena pojedinim državama ili se koristi kada se želi dobiti "elegantniji" dizajn pa je prihvatljiv limitiran raspon boja.
Moderna disciplina ručnog graviranja, kako se naziva u metaloreznom kontekstu, preživjela je samo na nekoliko specijaliziranih polja. Najveća umjetnička razina može se vidjeti na puškama i ostalom metalnom oružju, draguljim i muzičkim instrumentima. U većini industrijske uporabe poput proizvodnje intaglio ploča za komercijalnu primjenu, ručno graviranje je zamijenjeno glodanjem pomoću CNC graviranja ili glodalica.
Druga primjena modernog graviranja može se pronaći u tiskarskoj industriji. Ondje se svakog dana tisuće stranica mehanički graviraju na rotogravurne cilindre koji su obično čelične baze s bakrenim slojem debljine 0,1 mm, a na koje se prenose slike. Nakon graviranja slika se zaštićuje s približno 6 µm kromirana sloja. Uporabom ovog procesa slika će izdržati preko milijun kopija u tiskarskim prešama visoke brzine.
Slika se obično stvara u nekom od formata nalik PDF-u, te zatim ulazi u radni tok gdje se procesira i automatski stavlja na ogromne tiskarske cilindre. Danas se na istom cilindru može gravirati do 192 stranica. Kako cilindar služi za tisak u jednoj boji obično se koriste četiri cilindra za tisak jedne stranice supstrata. Rotogravura ima velik udio u publikaciji, pakiranju i dekorativnom tiskanju.
Gravirni strojevi poput K500 (pakiranje) ili K6 (publikacija), koje izrađuje Hell Gravure Systems, koriste dijamantnu iglu (stilus) za urezivanje ćelija. Svaka ćelija stvara jednu tiskarsku točku poslije u procesu. K6 može imati do 18 gravirnih glava od koji svaka urezuje 8,000 ćelija u sekundi s točnošću od ,1 µm i manje. One su potpuno nadzirane računalima, a čitav proces izrade cilindara je u potpunosti automatiziran.
Proces graviranja dijamantima je najsavršeniji postupak još od 1960-ih.
Danas se naglo razvijaju laserski gravirni strojevi, no ipak se mehaničko urezivanje dokazalo u jačini kvalitete i ekonomske isplativosti. Više od 4,000 gravera napravi približno 8 mio tiskarskih cilindara svake godine u cijelom svijetu.

## Stvaranje tona
Na tradicionalnim gravurama, koje su čisto linearan medij, impresija polutonova (rastera) vršila se izradom mnogo vrlo tankih paralelnih linija tehnikom koja se nazivala šrafiranje. Kada su se dva skupa paralelnih šrafova križala međusobno radi veće gustoće, rezultirajući obrazac bio je poznat kao križno šrafiranje. Obrasci točaka također su se koristili u tehnici nazvanoj točkanje koju je prvi oko 1505. primijenio Giulio Campagnola. Claude Mellan bio je jedan od mnogih gravera 17. stoljeća s odlično razvijenom tehnikom uporabe paralelnih linija različite debljine (poznatih kao "nabubrene linije") kojima je davao suptilne efekte tona (poput Goltziusa - vidi sliku ispod). Savršeni primjer toga je njegov Sudarij svete Veronike (1649), gravura Isusova lica izrađena iz jedne jedine spiralne linije koja započinje na vrhu Isusova nosa.

## Biblijske referencije
Najranija aluzija na graviranje u Bibliji mogla bi biti referencija na Judin pečatnjak (Knjiga Postanka 38:18) nakon čega slijedi (Knjiga Izlaska 39:30). Graviranje je obično rađeno točkastim alatom od željeza ili čak s dijamantnim vršcima. (Jer 17:1).
Svaki od dva oniksna kamena na ramenim dijelovima efoda velikog svećenika bio je ugraviran s imenima šest različitih izraelskih plemena, a svaki od 12 dragih kamena koji su krasili njegova prsa bio je ugraviran s imenom jednog plemena. Sveti znak posvete, sjajna zlatna ploča na svećenikovu turbanu bila je ugravirana sa sljedećim riječima: "Svetost pripada Adonaju." Bezalel je zajedno s Oholiabom bio jedini kvalificiran za ovu specijaliziranu graversku izradu kao i za pouku drugih.—Ex 35:30-35; 28:9-12; 39:6-14, 30.

## Poznati graveri
Tisak (vidi također popis tiskarâ):
- Jacopo de' Barbari (djelovao 1500-1515)
- William Blake (1757-1827)
- Giulio Campagnola (djelovao o. 1505-1515)
- Gustave Doré (1832–1883)
- Albrecht Dürer (1471–1528)
- Master ES (djelovao o. 1450-1470)
- Maso Finiguerra (1426-1464)
- Theodore de Bry (1528-1598)
- Hendrick Goltzius (o. 1558-1617)
- Francisco de Goya (1746-1828)
- Stanley William Hayter (1901-1988)
- William Hogarth (1697–1764)
- Lucas van Leyden (1494-1533)
- Andrea Mantegna (o. 1431-1506)
- Claude Mellan (1598-1688)
- Israhel van Meckenem (o. 1445-1501)
- Matthäus Merian (1593-1650)
- Jan Saenredam (1565-1607)
- Martin Schöngauer (o. 1450-1491)
- John Sturt (1658-1730)
- Maerten de Vos (1532-1603)
- Anthonie Wierix (1552-1624)
- Hieronymus Wierix (1553-1619)
- José Guadalupe Posada (1852-1913)

dragog kamenja:
- Teodor sa Samosa, Polikratov graver dragog kamenja
- Pirgotel, Aleksandrov graver dragog kamenja

oružja:
- A. B. Bradshaw (oružarni graver)
- Thierry Duguet
- Geoffroy Gournet
- Ken Hunt (graver)
- Harry Kell
- Harry Morris (ponekad Henry Morris)
- Jack Sumner
- Sam Alfano

kovanica:
- Thomas Hugh Paget

## Više informacija
- Toreutika
- Suha igla
- Muzičko graviranje
- Fotogravura
- Lasersko graviranje dragulja
- Drvorez

## Vanjske poveznice
- Poveznice na tisuće muzejskih online slika gravura iz Bodkin Prints  Arhivirana inačica izvorne stranice od 23. kolovoza 2016. (Wayback Machine)